# メキシコ証券取引所
メキシコ証券取引所（メキシコしょうけんとりひきしょ、スペイン語: Bolsa Mexicana de Valores、BMV；BMV: BOLSA）はメキシコのメキシコシティにある、同国最大の証券取引所である。1933年に開場した。代表的な株価指数はボルサ指数であり、メキシコ証券取引所も構成銘柄に含まれる。
取引時間は、月曜日から金曜日の8時30分～15時（日本時間　23時30分～6時）。